# جون جيويل
جون جيويل (بالإنجليزية: John Jewell)‏ (1909 في المملكة المتحدة - ) هو لاعب كرة قدم بريطاني في مركز الهجوم. لعب مع نادي بيرنلي ونادي نيلسون وباك أب بورو ‏ وColne Town F.C. ‏.